# نبرد تیلبورگ
نبرد تیلبورگ (انگلیسی: Battle of Taillebourg)، نبردی است از جنگ‌های دودمانی در سال ۱۲۴۲ میان لوئی نهم، پادشاه فرانسه و هنری سوم، پادشاه انگلستان در تیلبورگ، در نزدیکی سنت، شرانت-ماریتیم، که با پیروزی قاطع فرانسه همراه بود. علاوه بر این پیروزی، شورش کنت پواتیه به پایان رسید اما همچنان وضعیت قلمرویی موجود میان فرانسه و انگلستان حفظ شد.